# Yelena Krasovskaya
Yelena Krasovskaya –en ruso, Елена Красовская– (Miass, 2000) es una deportista rusa que compite en escalada. Ganó una medalla de oro en el Campeonato Mundial de Escalada de 2016, en la clasificación combinada.

## Palmarés internacional
| Campeonato Mundial | Campeonato Mundial | Campeonato Mundial | Campeonato Mundial |
| Año                | Lugar              | Medalla            | Prueba             |
| ------------------ | ------------------ | ------------------ | ------------------ |
| 2016               | París (Francia)    | Medalla de oro     | Combinada          |